# Arroyo Ludueña
Arroyo Ludueña är ett periodiskt vattendrag  i Argentina. Det är beläget i den centrala delen av landet, 290 kilometer nordväst om huvudstaden Buenos Aires.
Omgivningen kring Arroyo Ludueña är i huvudsak tätbebyggd och tätbefolkad, med 476 invånare per kvadratkilometer.